# Lukas Pilö
Lukas Pilö, född 7 september 1999 i Eskilstuna, är en svensk professionell ishockeyspelare (back) som 2019 spelar för IK Oskarshamn i Hockeyallsvenskan. Han har tidigare spelat för Örebro HK i sin karriär. Lukas Pilös moderklubb är Åker/Strängnäs HC.